# Philodamia armillata
Philodamia armillata är en spindelart som beskrevs av Tord Tamerlan Teodor Thorell 1895. Philodamia armillata ingår i släktet Philodamia och familjen krabbspindlar. Inga underarter finns listade i Catalogue of Life.